# Южный (Амурская область)
Ю́жный — посёлок в Октябрьском районе Амурской области России. Входит в состав Панинского сельсовета.

## География
Посёлок Южный расположен в 10 км к юго-западу от районного центра Октябрьского района села Екатеринославка, на автодороге областного значения Екатеринославка — Тамбовка.
На северо-запад от посёлка Южный идёт дорога к селу Зорино, на юго-запад — к административному центру Панинского сельсовета селу Панино.

## Население
| 2002 | 2010 | 2012 | 2013 | 2014 | 2015 | 2016 |
| ---- | ---- | ---- | ---- | ---- | ---- | ---- |
| 122  | ↘94  | ↘92  | ↘89  | ↘88  | →88  | ↘86  |
| 2017 | 2018 |      |      |      |      |      |
| ↗89  | ↘84  |      |      |      |      |      |

## Улицы
| - ул. Ветеранов, - ул. Восточная, - ул. Молодёжная, | - ул. Полевая, - ул. Степная. |